# Довгополий Артем Валерійович
Арте́м Вале́рійович Довгопо́лий (22 березня 1994, Конотоп — 4 серпня 2022, Донеччина) — український поет та військовослужбовець. Учасник російсько-української війни. Кавалер ордена «За мужність» III ступеня.

## Життєпис
Народився 22 березня 1994 року в місті Конотоп Сумської області. Навчався в Конотопській школі № 7 імені Григорія Гуляницького, після закінчення 9 класів вступив до Конотопського інституту Сумського державного університету на спеціальність «Залізничне та колійне обладнання», Пізніше закінчив Український державний університет залізничного транспорту. Писав вірші, був членом Конотопської літературної студії «Джерела», лауреат численних конкурсів. Після закінчення навчання й до 13 лютого 2022 року проходив військову службу за контрактом у ДПСУ. З початком повномасштабного вторгнення долучився до лав 58 ОМПБр.
Загинув 4 серпня 2022 року на Донеччині.
Без Артема лишились батько Валерій Борисович (з перших днів повномасштабної війни воював в лавах ТРО) і мама Лариса Миколаївна.
Похований 11 серпня 2022 року в Конотопі.

## Нагороди та вшанування
- Орден «За мужність» III ступеня[4].
- Почесний громадянин Конотопа.

## Літературна діяльність
Публікувався у колективних збірках «Конотоп молодий» (2009), «Джерел натхнення сила» (2013).

### Поезія
Завдяки друзям загиблого вийшла поетична збірка віршів поета під назвою «я став би корінням» (видавництво Poetry Project). Для популяризації збірки Артем Занора створив Instagram-сторінку, де публікує відео з декламацією віршів автора.

### Нагороди
- 2011, Суми - лавреат XI фестивалю авторської пісні та співаної поезії серед учнівської молоді;
- 2012, Суми - лавреат Міжнародного фестивалю авторської пісні «Булат»;
- 2012, Конотоп - призер Всеукраїнського фестивалю відеопозії «ГраК»;
- 2015, Суми - лавреат обласного молодіжного літературного конкурсу «Орфей»[8].